# Stepne, Iampil
Stepne (în ucraineană Степне) este localitatea de reședință a comunei Stepne din raionul Iampil, regiunea Sumî, Ucraina.

## Demografie
Componența lingvistică a localității Stepne
     Ucraineană (88,47%)
     Rusă (11,53%)
Conform recensământului din 2001, majoritatea populației localității Stepne era vorbitoare de ucraineană (88,47%), existând în minoritate și vorbitori de rusă (11,53%).